# Медведев, Сергей Юрьевич (десантник)
Серге́й Ю́рьевич Медве́дев (18 сентября 1976 — 29 февраля 2000) — командир отделения 6-й парашютно-десантной роты 104-го гвардейского Краснознамённого парашютно-десантного полка 76-й гвардейской Черниговской Краснознамённой воздушно-десантной дивизии, гвардии старший сержант контрактной службы. Герой России (2000).

## Биография
Сергей Медведев родился 18 сентября 1976 года в городе Бийске Алтайского края в семье служащего. Русский. Рано остался без отца. Окончил профтехучилище, получил специальность газоэлектросварщика, с 15 лет пошел работать.
В 1996 году Медведев был призван в ряды Российской Армии. Служил в воздушно-десантных войсках, в 242-м учебном центре ВДВ в Омске получил специальность командира боевой машины десанта. Продолжал службу 76-й воздушно-десантной дивизии. По окончании срочной службы заключил контракт и остался в ВДВ. В составе Отдельной воздушно-десантной бригады участвовал в марше десантников из Боснии в Косово в июне 1999 года. С января 2000 года воевал в Чечне.
29 февраля 6-я парашютно-десантная рота выдвигалась для занятия высоты Исты-Корт (Шатойский район). Разведгруппа под командованием старшего лейтенанта Воробьёва, в составе которой шел Медведев, вышла к подножию высоты, где обнаружила первую скрытую огневую точку противника. Незаметно подобравшись к позиции противника, десантники забросали её гранатами. Боевиков оказалось значительно больше, и разведчики с боем стали отступать к высоте 776.0, где уже закрепилась рота.
Гвардии старший сержант Медведев был ранен, но остался прикрывать отход боевых товарищей и погиб в неравном бою с большой группой боевиков.
Указом Президента России N484 от 12 марта 2000 года за мужество и отвагу, проявленные при ликвидации незаконных вооруженных формирований в Северо-Кавказском регионе, гвардии старшему сержанту контрактной службы Медведеву Сергею Юрьевичу посмертно присвоено звание Героя Российской Федерации.
Похоронен на Центральном кладбище города Бийска.

## Награды
- Медаль «Золотая Звезда»

## Память
- Отрывок из книги "Твои Герои". О солдатах и офицерах разведдозора 6 роты, погибшей в Чечне 1 марта 2000 года в районе высоты 776, рассказывает отец Д.С. Кожемякина - Сергей Иванович Кожемякин. Автор: Раян Фарукшин, текст читает Сергей Кротов. https://www.youtube.com/watch?v=9FbQhb8qN5w&t=3s
- Именем Медведева С. Ю. в Бийске названа улица и школа № 9, где учился Герой[1]
- Имена участников боя за высоту 776.0 увековечены на мемориале воинам-десантникам 6-й роты в городе Пскове.